# MJJ Music
La MJJ Music è stata un'etichetta discografica fondata dal cantante statunitense Michael Jackson di proprietà della sua MJJ Productions e distribuita dalla Epic Records e dalla Sony Music.

## Storia
Da non confondere con la Mijac Music, la compagnia che Michael Jackson aveva fondato nel 1980 per gestire il suo catalogo musicale, quest'etichetta venne concepita a partire dal gennaio 1988 quando la CBS Records, che deteneva anche il controllo della Epic Records, l'etichetta di Jackson, venne acquisita per 2 miliardi di dollari dalla Sony Corporation che creò così la Sony Music. Jackson si trovò quindi costretto a rinegoziare il contratto con i proprietari della sua nuova etichetta discografica e, nel 1991, firmò con essa un nuovo accordo commerciale, stimato in circa 1 miliardo di dollari, all'epoca il contratto discografico più redditizio nella storia della musica e dell'intrattenimento, ovvero il catalogo di Sony/ATV Music Publishing. Tra le novità del nuovo accordo, il cantante ottenne dalla Sony la possibilità di creare anche la sua personale etichetta discografica, che l'artista chiamò MJJ Music.
Il logo dell'etichetta, che mostra un'immagine stilizzata delle gambe e i piedi del cantante con i suoi mocassini mentre interpretano l'iconico passo di danza "toe stand", era lo stesso della MJJ Productions, la società di Jackson che detiene i diritti di commercializzazione di qualsiasi prodotto ufficiale del cantante, come T-shirt, CD e diversi altri prodotti, ed era proprietaria della Optimum Productions e Michael Jackson Films.
Nella sua decennale vita, la MJJ Music di Jackson ha prodotto diversi album e singoli di artisti come i 3T, nipoti del cantante, Rebbie Jackson, sorella di Michael, e diversi altri artisti quali Tatyana Ali, il coreografo Wade Robson (sotto lo pseudonimo Kaos in un duo chiamato Quo) e le Brownstone. La MJJ Music ha inoltre prodotto alcune colonne sonore come quelle dei film Free Willy - Un amico da salvare (1993) e Free Willy 2 (1995) dove in entrambe compaiono pezzi di Michael Jackson e di alcuni artisti sotto contratto con la sua etichetta.
La MJJ Music è stata chiusa nel 2001 come conseguenza della momentanea rottura dei rapporti tra Michael Jackson e la Sony Music, che al tempo aveva come presidente Tommy Mottola, la MJJ Productions continuerà ad esistere, oggi chiamata The Michael Jackson Company LLC e di proprietà dei suoi eredi (The Estate of Michael Jackson).

## Artisti scritturati dalla MJJ Music
- 3T
- Brownstone
- Carla Cooke
- Jason Bonham Band
- Koka
- Larry Hart
- Michael Civisca [12]
- Men of Vizion
- Nathan Cavaleri
- No Authority
- Quo
- Rebbie Jackson
- RX Lord
- DJ Fury
- Tatyana Ali